# Nick Clements
Pour les articles homonymes, voir Clements.
George Nick Clements (5 octobre 1940 - 30 août 2009) est un linguiste américain spécialisé en phonologie né à Cincinnati, Ohio et décédé des suites d'un cancer à Chatham, Massachusetts.

## Biographie
Nick Clements fut éduqué à New Haven, Paris et Londres. Il reçut son doctorat de la School of Oriental and African Studies, Université de Londres, en 1973, en soutenant une thèse concernant la langue Ewe, reposant sur un projet de recherche d'un an au Ghana. Il était chercheur postdoctoral au M.I.T. (1973–75), puis professeur à Harvard (1975–82) et à Cornell (1982–91), avant de rejoindre le Centre national de la recherche scientifique (C.N.R.S.) à Paris en 1992.
Nick Clements travaillait principalement sur la phonologie et plus particulièrement sur les langues africaines. Il est connu pour sa recherche en syllabes, tons et théorie des traits.

## Livres
- Clements, G. N. & S. J. Keyser, 1983.  CV Phonology: a Generative Theory of the Syllable  (Linguistic Inquiry Monograph 9), MIT Press, Cambridge, Ma.
- Halle, Morris & G. N. Clements, 1983. Problem Book in Phonology. Cambridge, Ma.: MIT Press and Bradford Books.
- Clements, G. N. & J. Goldsmith, eds., 1984. Autosegmental Studies in Bantu Tone.  Berlin: Mouton de Gruyter
- Clements, G. N. & R. Ridouane, eds., 2011. Where do phonological features come from? Cognitive, physical and developmental bases of distinctive speech categories. John Benjamins Publishing Company: Amsterdam.

## Publications
- Clements, G. N., 1985. "The Geometry of Phonological Features", Phonology Yearbook 2, 225-252
- Clements, G. N., 1990. "The Role of the Sonority Cycle in Core Syllabification." In John Kingston & M. Beckman, eds., Papers in Laboratory Phonology I, Cambridge: Cambridge University Press, Cambridge, MA, p. 283-333
- Clements, G. N. & Elizabeth Hume, 1995. "The Internal Organization of Speech Sounds"  In John Goldsmith, ed., Handbook of Phonological Theory.  Oxford: Basil Blackwell, Oxford, p. 245-306
- Clements, G. N., 2003. "Feature Economy in Sound Systems", Phonology 20.3, p. 287-333
- Clements, G. N. & Annie Rialland, 2008. "Africa as a phonological area".  In Bernd Heine & Derek Nurse, eds, A Linguistic Geography of Africa.  Cambridge: Cambridge University Press, p. 36-85.